# 24 Horas de Le Mans 2020
Las 24 Horas de Le Mans 2020 fue la edición número 88 del evento automovilístico de resistencia que se realizó entre el 19 y 20 de septiembre del año 2020 en el Circuito de Le Sarthe, Le Mans, Francia. El evento organizado por el Automobile Club de l'Ouest, fue la séptima cita de la temporada 2019-20 del Campeonato Mundial de Resistencia de la FIA. Originalmente estaba programada para los días 14 y 15 de junio, pero debido a la pandemia por coronavirus fue pospuesta para septiembre.
El automóvil n.º 8 de Toyota Gazoo Racing de la clase LMP1, comandado por Sébastien Buemi, Brendon Hartley y Kazuki Nakajima fue el ganador de esta edición.

## Programa
| Fecha            | Horario (local: CEST) | Evento                              |
| ---------------- | --------------------- | ----------------------------------- |
| 16 de septiembre | 08:00 - 18:00         | Análisis administrativos y técnicos |
| 17 de septiembre | 10:00 - 13:00         | Prácticas                           |
| 17 de septiembre | 14:00 - 17:00         | Prácticas                           |
| 17 de septiembre | 17:15 - 18:00         | Clasificación 1                     |
| 17 de septiembre | 20:00 - 00:00         | Prácticas                           |
| 18 de septiembre | 10:00 - 11:00         | Prácticas                           |
| 18 de septiembre | 11:30 - 12:00         | Clasificación 2 - Hyperpole         |
| 19 de septiembre | 10:30 - 10:45         | Calentamiento                       |
| 19 de septiembre | 14:30                 | Comienzo de la carrera              |
| 20 de septiembre | 14:30                 | Finalización de la carrera          |
| Fuente:          |                       |                                     |

## Lista de participantes
| Icono | Categoría                          |
| ----- | ---------------------------------- |
| WEC   | Campeonato Mundial de Resistencia  |
| ELMS  | European Le Mans Series            |
| ALMS  | Asian Le Mans Series               |
| WTSC  | WeatherTech SportsCar Championship |
| 24LM  | Solamente 24 Horas de Le Mans      |

| N.º                         | Escudería                   | Chasis y Motor           | Neu.                   | Categoría              | Piloto 1                | Piloto 2                  | Piloto 3                |
| LMP1 (5 participantes)      | LMP1 (5 participantes)      | LMP1 (5 participantes)   | LMP1 (5 participantes) | LMP1 (5 participantes) | LMP1 (5 participantes)  | LMP1 (5 participantes)    | LMP1 (5 participantes)  |
| --------------------------- | --------------------------- | ------------------------ | ---------------------- | ---------------------- | ----------------------- | ------------------------- | ----------------------- |
| 1                           | Rebellion Racing            | Rebellion R13-Gibson     | M                      | WEC                    | Gustavo Menezes         | Norman Nato               | Bruno Senna             |
| 3                           | Rebellion Racing            | Rebellion R13-Gibson     | M                      | 24LM                   | Nathanaël Berthon       | Louis Delétraz            | Romain Dumas            |
| 4                           | ByKolles Racing Team        | ENSO CLM P1/01-Gibson    | M                      | 24LM                   | Tom Dillmann            | Bruno Spengler            | Oliver Webb             |
| 7                           | Toyota Gazoo Racing         | Toyota TS050 Hybrid      | M                      | WEC                    | Mike Conway             | Kamui Kobayashi           | José María López        |
| 8                           | Toyota Gazoo Racing         | Toyota TS050 Hybrid      | M                      | WEC                    | Sébastien Buemi         | Brendon Hartley           | Kazuki Nakajima         |
| LMP2 (24 participantes)     |                             |                          |                        |                        |                         |                           |                         |
| 11                          | Eurointernational           | Ligier JS P217-Gibson    | M                      | ELMS                   | Christophe D'Ansembourg | Erik Maris                | Adrien Tambay           |
| 16                          | G-Drive Racing with Algarve | Aurus 01-Gibson          | G                      | ALMS                   | Ryan Cullen             | Oliver Jarvis             | Nick Tandy              |
| 17                          | IDEC Sport                  | Oreca 07-Gibson          | M                      | ELMS                   | Jonathan Kennard        | Patrick Pilet             | Kyle Tilley             |
| 21                          | DragonSpeed USA             | Oreca 07-Gibson          | M                      | ELMS                   | Timothé Buret           | Juan Pablo Montoya        | Memo Rojas              |
| 22                          | United Autosports           | Oreca 07-Gibson          | M                      | WEC                    | Filipe Albuquerque      | Philip Hanson             | Paul di Resta           |
| 24                          | Nielsen Racing              | Oreca 07-Gibson          | M                      | ALMS                   | Garett Grist            | Alex Kapadia              | Tony Wells              |
| 25                          | Algarve Pro Racing          | Oreca 07-Gibson          | G                      | ELMS                   | John Falb               | Matt McMurry              | Simon Trummer           |
| 26                          | G-Drive Racing              | Aurus 01-Gibson          | M                      | ELMS                   | Roman Rusinov           | Jean-Éric Vergne          | Mikkel Jensen           |
| 27                          | DragonSpeed USA             | Oreca 07-Gibson          | M                      | WTSC                   | Ben Hanley              | Henrik Hedman             | Renger van der Zande    |
| 28                          | IDEC Sport                  | Oreca 07-Gibson          | M                      | ELMS                   | Richard Bradley         | Paul-Loup Chatin          | Paul Lafargue           |
| 29                          | Racing Team Nederland       | Oreca 07-Gibson          | M                      | WEC                    | Frits van Eerd          | Giedo van der Garde       | Nyck de Vries           |
| 30                          | Duqueine Team               | Oreca 07-Gibson          | M                      | ELMS                   | Tristan Gommendy        | Jonathan Hirschi          | Konstantin Tereshchenko |
| 31                          | Panis Racing                | Oreca 07-Gibson          | G                      | ELMS                   | Julien Canal            | Nico Jamin                | Matthieu Vaxiviere      |
| 32                          | United Autosports           | Oreca 07-Gibson          | M                      | ELMS                   | Alex Brundle            | Will Owen                 | Job van Uitert          |
| 33                          | High Class Racing           | Oreca 07-Gibson          | M                      | WEC                    | Anders Fjordbach        | Mark Patterson            | Kenta Yamashita         |
| 34                          | Inter Europol Competition   | Ligier JS P217-Gibson    | M                      | ELMS                   | René Binder             | Jakub Śmiechowski         | Matevos Isaakyan        |
| 35                          | Eurasia Motorsport          | Ligier JS P217-Gibson    | M                      | ALMS                   | Nick Foster             | Roberto Merhi             | Nobuya Yamanaka         |
| 36                          | Signatech Alpine Elf        | Alpine A470-Gibson       | M                      | WEC                    | Thomas Laurent          | André Negrão              | Pierre Ragues           |
| 37                          | Jackie Chan DC Racing       | Oreca 07-Gibson          | G                      | WEC                    | Gabriel Aubry           | Will Stevens              | Ho-Pin Tung             |
| 38                          | Jota Sport                  | Oreca 07-Gibson          | G                      | WEC                    | António Félix da Costa  | Anthony Davidson          | Roberto González        |
| 39                          | SO24-HAS By Graff           | Oreca 07-Gibson          | M                      | ELMS                   | James Allen             | Vincent Capillaire        | Charles Milesi          |
| 42                          | Cool Racing                 | Oreca 07-Gibson          | M                      | WEC                    | Antonin Borga           | Alexandre Coigny          | Nicolas Lapierre        |
| 47                          | Cetilar Racing              | Dallara P217-Gibson      | M                      | WEC                    | Andrea Belicchi         | Roberto Lacorte           | Giorgio Sernagiotto     |
| 50                          | Richard Mille Racing Team   | Oreca 07-Gibson          | M                      | ELMS                   | Tatiana Calderón        | Sophia Flörsch            | Beitske Visser          |
| LMGTE Pro (8 participantes) |                             |                          |                        |                        |                         |                           |                         |
| 51                          | AF Corse                    | Ferrari 488 GTE Evo      | M                      | WEC                    | James Calado            | Alessandro Pier Guidi     | Daniel Serra            |
| 63                          | WeatherTech Racing          | Ferrari 488 GTE Evo      | M                      | WTSC                   | Cooper MacNeil          | Jeff Segal                | Toni Vilander           |
| 71                          | AF Corse                    | Ferrari 488 GTE Evo      | M                      | WEC                    | Sam Bird                | Miguel Molina             | Davide Rigon            |
| 82                          | Risi Competizione           | Ferrari 488 GTE Evo      | M                      | WTSC                   | Sébastien Bourdais      | Jules Gounon              | Olivier Pla             |
| 91                          | Porsche GT Team             | Porsche 911 RSR-19       | M                      | WEC                    | Gianmaria Bruni         | Richard Lietz             | Frédéric Makowiecki     |
| 92                          | Porsche GT Team             | Porsche 911 RSR-19       | M                      | WEC                    | Michael Christensen     | Kévin Estre               | Laurens Vanthoor        |
| 95                          | Aston Martin Racing         | Aston Martin Vantage AMR | M                      | WEC                    | Marco Sørensen          | Nicki Thiim               | Richard Westbrook       |
| 97                          | Aston Martin Racing         | Aston Martin Vantage AMR | M                      | WEC                    | Alex Lynn               | Maxime Martin             | Harry Tincknell         |
| LMGTE Am (22 participantes) |                             |                          |                        |                        |                         |                           |                         |
| 52                          | AF Corse                    | Ferrari 488 GTE Evo      | M                      | ELMS                   | Steffen Görig           | Christoph Ulrich          | Alexander West          |
| 54                          | AF Corse                    | Ferrari 488 GTE Evo      | M                      | WEC                    | Thomas Flohr            | Francesco Castellacci     | Giancarlo Fisichella    |
| 55                          | Spirit of Race              | Ferrari 488 GTE Evo      | M                      | ELMS                   | Duncan Cameron          | Matt Griffin              | Aaron Scott             |
| 56                          | Team Project 1              | Porsche 911 RSR          | M                      | WEC                    | Matteo Cairoli          | Egidio Perfetti           | Larry ten Voorde        |
| 57                          | Team Project 1              | Porsche 911 RSR          | M                      | WEC                    | Jeroen Bleekemolen      | Felipe Fraga              | Ben Keating             |
| 60                          | Iron Lynx                   | Ferrari 488 GTE Evo      | M                      | ELMS                   | Sergio Pianezzola       | Paolo Ruberti             | Claudio Schiavoni       |
| 61                          | Luzich Racing               | Ferrari 488 GTE Evo      | M                      | ELMS                   | Côme Ledogar            | Oswaldo Negri Jr.         | Francesco Piovanetti    |
| 62                          | Red River Sport             | Ferrari 488 GTE Evo      | M                      | WEC                    | Bonamy Grimes           | Charles Hollings          | Johnny Mowlem           |
| 66                          | JMW Motorsport              | Ferrari 488 GTE Evo      | M                      | ELMS                   | Richard Heistand        | Jan Magnussen             | Max Root                |
| 70                          | MR Racing                   | Ferrari 488 GTE Evo      | M                      | WEC                    | Vincent Abril           | Kei Cozzolino             | Takeshi Kimura          |
| 72                          | Hub Auto Corsa              | Ferrari 488 GTE Evo      | M                      | ALMS                   | Tom Blomqvist           | Morris Chen               | Marcos Gomes            |
| 75                          | Iron Lynx                   | Ferrari 488 GTE Evo      | M                      | 24LM                   | Matteo Cressoni         | Rino Mastronardi          | Andrea Piccini          |
| 77                          | Dempsey-Proton Racing       | Porsche 911 RSR          | M                      | WEC                    | Matt Campbell           | Riccardo Pera             | Christian Ried          |
| 78                          | Proton Competition          | Porsche 911 RSR          | M                      | ELMS                   | Michele Beretta         | Horst Felbermayr Jr.      | Max van Splunteren      |
| 83                          | AF Corse                    | Ferrari 488 GTE Evo      | M                      | WEC                    | Emmanuel Collard        | Nicklas Nielsen           | François Perrodo        |
| 85                          | Iron Lynx                   | Ferrari 488 GTE Evo      | M                      | ELMS                   | Rahel Frey              | Michelle Gatting          | Manuela Gostner         |
| 86                          | Gulf Racing                 | Porsche 911 RSR          | M                      | WEC                    | Ben Barker              | Michael Wainwright        | Andrew Watson           |
| 88                          | Dempsey-Proton Racing       | Porsche 911 RSR          | M                      | WEC                    | Dominique Bastien       | Adrien de Leener          | Thomas Preining         |
| 89                          | Team Project 1              | Porsche 911 RSR          | M                      | 24LM                   | Philippe Haezebrouck    | Andreas Laskaratos        | Julien Piguet           |
| 90                          | TF Sport                    | Aston Martin Vantage AMR | M                      | WEC                    | Jonathan Adam           | Charlie Eastwood          | Salih Yoluç             |
| 98                          | Aston Martin Racing         | Aston Martin Vantage AMR | M                      | WEC                    | Paul Dalla Lana         | Augusto Farfus            | Ross Gunn               |
| 99                          | Dempsey-Proton Racing       | Porsche 911 RSR          | M                      | ELMS                   | Julien Andlauer         | Vutthikorn Inthraphuvasak | Lucas Légeret           |
| Fuente:                     |                             |                          |                        |                        |                         |                           |                         |

## Clasificación
| Pos. | Clase     | N.º | Equipo                    | Clasificación | Hiperpole | Parrilla |
| ---- | --------- | --- | ------------------------- | ------------- | --------- | -------- |
| 1    | LMP1      | 7   | Toyota Gazoo Racing       | 3:17.089      | 3:15.267  | 1        |
| 2    | LMP1      | 1   | Rebellion Racing          | 3:21.598      | 3:15.822  | 2        |
| 3    | LMP1      | 8   | Toyota Gazoo Racing       | 3:17.336      | 3:16.649  | 3        |
| 4    | LMP1      | 3   | Rebellion Racing          | 3:24.632      | 3:18.330  | 4        |
| 5    | LMP1      | 4   | ByKolles Racing Team      | 3:24.468      | 3:23.043  | 5        |
| 6    | LMP2      | 22  | United Autosports         | 3:27.148      | 3:24.528  | 6        |
| 7    | LMP2      | 26  | G-Drive Racing            | 3:27.366      | 3:24.860  | 7        |
| 8    | LMP2      | 29  | Racing Team Nederland     | 3:26.648      | 3:25.062  | 8        |
| 9    | LMP2      | 33  | High Class Racing         | 3:27.611      | 3:25.426  | 9        |
| 10   | LMP2      | 32  | United Autosports         | 3:27.598      | 3:25.671  | 10       |
| 11   | LMP2      | 37  | Jackie Chan DC Racing     | 3:27.097      | 3:25.785  | 11       |
| 12   | LMP2      | 38  | Jota                      | 3:27.728      |           | 12       |
| 13   | LMP2      | 16  | G-Drive Racing by Algarve | 3:27.767      |           | 13       |
| 14   | LMP2      | 31  | Panis Racing              | 3:27.791      |           | 14       |
| 15   | LMP2      | 36  | Signatech Alpine Elf      | 3:27.794      |           | 15       |
| 16   | LMP2      | 27  | DragonSpeed USA           | 3:27.913      |           | 16       |
| 17   | LMP2      | 42  | Cool Racing               | 3:28.509      |           | 17       |
| 18   | LMP2      | 39  | SO24-Has by Graff         | 3:28.574      |           | 18       |
| 19   | LMP2      | 30  | Duqueine Team             | 3:29.091      |           | 19       |
| 20   | LMP2      | 25  | Algarve Pro Racing        | 3:29.402      |           | 20       |
| 21   | LMP2      | 21  | DragonSpeed USA           | 3:29.741      |           | 21       |
| 22   | LMP2      | 47  | Cetilar Racing            | 3:29.880      |           | 22       |
| 23   | LMP2      | 35  | Eurasia Motorsport        | 3:30.497      |           | 23       |
| 24   | LMP2      | 24  | Nielsen Racing            | 3:30.897      |           | 24       |
| 25   | LMP2      | 50  | Richard Mille Racing Team | 3:31.020      |           | 25       |
| 26   | LMP2      | 34  | Inter Europol Competition | 3:31.393      |           | 26       |
| 27   | LMP2      | 11  | EuroInternational         | 3:33.747      |           | 27       |
| 28   | LMGTE Pro | 91  | Porsche GT Team           | 3:52.036      | 3:50.874  | 28       |
| 29   | LMGTE Pro | 51  | AF Corse                  | 3:51.244      | 3:51.115  | 29       |
| 30   | LMGTE Pro | 95  | Aston Martin Racing       | 3:50.872      | 3:51.241  | 30       |
| 31   | LMGTE Pro | 97  | Aston Martin Racing       | 3:50.925      | 3:51.324  | 31       |
| 32   | LMGTE Pro | 71  | AF Corse                  | 3:51.988      | 3:51.515  | 32       |
| 33   | LMGTE Pro | 92  | Porsche GT Team           | 3:52.142      | 3:51.770  | 33       |
| 34   | LMGTE Pro | 63  | WeatherTech Racing        | 3:52.508      |           | 34       |
| 35   | LMGTE Am  | 61  | Luzich Racing             | 3:53.292      | 3:51.266  | 36       |
| 36   | LMGTE Am  | 77  | Dempsey-Proton Racing     | 3:53.334      | 3:51.322  | 37       |
| 37   | LMGTE Am  | 56  | Team Project 1            | 3:53.598      | 3:51.647  | 38       |
| 38   | LMGTE Am  | 98  | Aston Martin Racing       | 3:52.778      | 3:52.105  | 39       |
| 39   | LMGTE Am  | 90  | TF Sport                  | 3:52.961      | 3:52.299  | 40       |
| 40   | LMGTE Am  | 86  | Gulf Racing               | 3:52.970      | 3:52.346  | 41       |
| 41   | LMGTE Am  | 83  | AF Corse                  | 3:53.621      |           | 42       |
| 42   | LMGTE Am  | 99  | Dempsey-Proton Racing     | 3:53.670      |           | 43       |
| 43   | LMGTE Am  | 57  | Team Project 1            | 3:53.838      |           | 44       |
| 44   | LMGTE Am  | 54  | AF Corse                  | 3:54.144      |           | 45       |
| 45   | LMGTE Am  | 88  | Dempsey-Proton Racing     | 3:54.281      |           | 46       |
| 46   | LMGTE Am  | 70  | MR Racing                 | 3:54.628      |           | 47       |
| 47   | LMGTE Am  | 72  | Hub Auto Racing           | 3:55.308      |           | 48       |
| 48   | LMGTE Am  | 55  | Spirit of Race            | 3:55.772      |           | 49       |
| 49   | LMGTE Am  | 75  | Iron Lynx                 | 3:56.141      |           | 50       |
| 50   | LMGTE Am  | 66  | JMW Motorsport            | 3:56.383      |           | 51       |
| 51   | LMGTE Am  | 78  | Proton Competition        | 3:56.475      |           | 52       |
| 52   | LMGTE Am  | 85  | Iron Lynx                 | 3:56.833      |           | 53       |
| 53   | LMGTE Am  | 60  | Iron Lynx                 | 3:57.876      |           | 54       |
| 54   | LMGTE Am  | 62  | Red River Sport           | 4:00.084      |           | 55       |
| 55   | LMGTE Am  | 89  | Team Project 1            | 4:00.691      |           | 56       |
| -    | LMGTE Pro | 82  | Risi Competizione         | Sin tiempo    |           | 35       |
| -    | LMGTE Am  | 52  | AF Corse                  | Sin tiempo    |           | 57       |
| -    | LMP2      | 17  | IDEC Sport                | Sin tiempo    |           | PL       |
| -    | LMP2      | 28  | IDEC Sport                | Sin tiempo    |           | PL       |

- Fuente:FIAWEC.com[5]

## Carrera

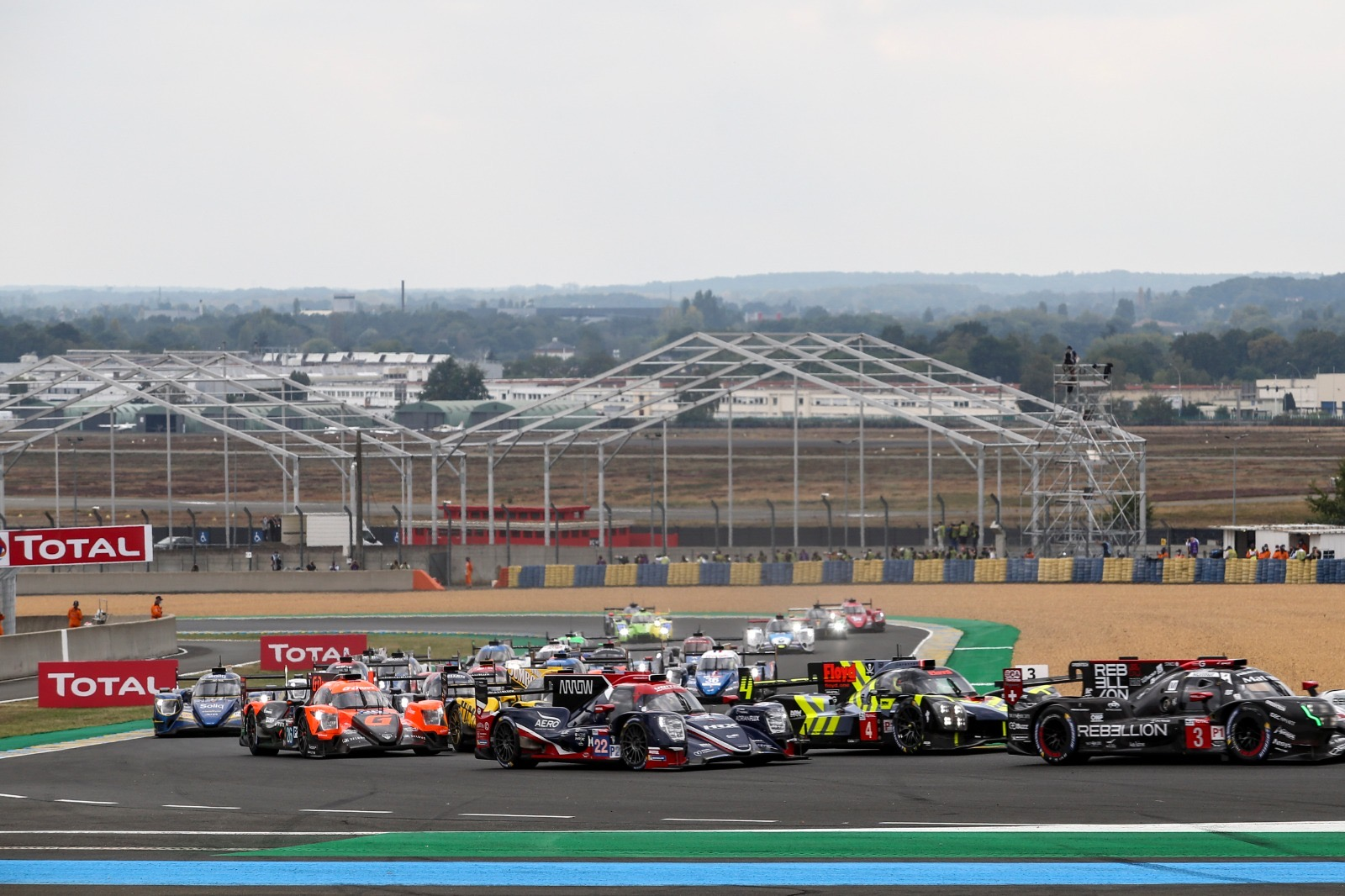
Inicio de la carrera.

| Pos | Clase     | N.º | Equipo                    | Pilotos                                                   | Chasis                        | Neu. | Vueltas | Tiempo/Retirado                             |
| Pos | Clase     | N.º | Equipo                    | Pilotos                                                   | Motor                         | Neu. | Vueltas | Tiempo/Retirado                             |
| --- | --------- | --- | ------------------------- | --------------------------------------------------------- | ----------------------------- | ---- | ------- | ------------------------------------------- |
| 1   | LMP1      | 8   | Toyota Gazoo Racing       | Sébastien Buemi Brendon Hartley Kazuki Nakajima           | Toyota TS050 Hybrid           | M    | 387     | 24:01:45.305                                |
| 1   | LMP1      | 8   | Toyota Gazoo Racing       | Sébastien Buemi Brendon Hartley Kazuki Nakajima           | Toyota 2.4 L Hybrid Turbo V6  | M    | 387     | 24:01:45.305                                |
| 2   | LMP1      | 1   | Rebellion Racing          | Gustavo Menezes Norman Nato Bruno Senna                   | Rebellion R13                 | M    | 382     | +5 vueltas                                  |
| 2   | LMP1      | 1   | Rebellion Racing          | Gustavo Menezes Norman Nato Bruno Senna                   | Gibson GL458 4.5 L V8         | M    | 382     | +5 vueltas                                  |
| 3   | LMP1      | 7   | Toyota Gazoo Racing       | Mike Conway Kamui Kobayashi José María López              | Toyota TS050 Hybrid           | M    | 381     | +6 vueltas                                  |
| 3   | LMP1      | 7   | Toyota Gazoo Racing       | Mike Conway Kamui Kobayashi José María López              | Toyota 2.4 L Hybrid Turbo V6  | M    | 381     | +6 vueltas                                  |
| 4   | LMP1      | 3   | Rebellion Racing          | Nathanaël Berthon Louis Delétraz Romain Dumas             | Rebellion R13                 | M    | 381     | +6 vueltas                                  |
| 4   | LMP1      | 3   | Rebellion Racing          | Nathanaël Berthon Louis Delétraz Romain Dumas             | Gibson GL458 4.5 L V8         | M    | 381     | +6 vueltas                                  |
| 5   | LMP2      | 22  | United Autosports         | Filipe Albuquerque Philip Hanson Paul di Resta            | Oreca 07                      | M    | 370     | +17 vueltas                                 |
| 5   | LMP2      | 22  | United Autosports         | Filipe Albuquerque Philip Hanson Paul di Resta            | Gibson GK428 4.2 L V8         | M    | 370     | +17 vueltas                                 |
| 6   | LMP2      | 38  | Jota                      | António Félix da Costa Anthony Davidson Roberto González  | Oreca 07                      | G    | 370     | +17 vueltas                                 |
| 6   | LMP2      | 38  | Jota                      | António Félix da Costa Anthony Davidson Roberto González  | Gibson GK428 4.2 L V8         | G    | 370     | +17 vueltas                                 |
| 7   | LMP2      | 31  | Panis Racing              | Julien Canal Nico Jamin Matthieu Vaxivière                | Oreca 07                      | G    | 368     | +19 vueltas                                 |
| 7   | LMP2      | 31  | Panis Racing              | Julien Canal Nico Jamin Matthieu Vaxivière                | Gibson GK428 4.2 L V8         | G    | 368     | +19 vueltas                                 |
| 8   | LMP2      | 36  | Signatech Alpine Elf      | Thomas Laurent André Negrão Pierre Ragues                 | Alpine A470                   | M    | 367     | +20 vueltas                                 |
| 8   | LMP2      | 36  | Signatech Alpine Elf      | Thomas Laurent André Negrão Pierre Ragues                 | Gibson GK428 4.2 L V8         | M    | 367     | +20 vueltas                                 |
| 9   | LMP2      | 26  | G-Drive Racing            | Mikkel Jensen Roman Rusinov Jean-Éric Vergne              | Aurus 01                      | M    | 367     | +20 vueltas                                 |
| 9   | LMP2      | 26  | G-Drive Racing            | Mikkel Jensen Roman Rusinov Jean-Éric Vergne              | Gibson GK428 4.2 L V8         | M    | 367     | +20 vueltas                                 |
| 10  | LMP2      | 28  | IDEC Sport                | Richard Bradley Paul-Loup Chatin Paul Lafargue            | Oreca 07                      | M    | 366     | +21 vueltas                                 |
| 10  | LMP2      | 28  | IDEC Sport                | Richard Bradley Paul-Loup Chatin Paul Lafargue            | Gibson GK428 4.2 L V8         | M    | 366     | +21 vueltas                                 |
| 11  | LMP2      | 42  | Cool Racing               | Antonin Borga Alexandre Coigny Nicolas Lapierre           | Oreca 07                      | M    | 365     | +22 vueltas                                 |
| 11  | LMP2      | 42  | Cool Racing               | Antonin Borga Alexandre Coigny Nicolas Lapierre           | Gibson GK428 4.2 L V8         | M    | 365     | +22 vueltas                                 |
| 12  | LMP2      | 25  | Algarve Pro Racing        | John Falb Matt McMurry Simon Trummer                      | Oreca 07                      | G    | 365     | +22 vueltas                                 |
| 12  | LMP2      | 25  | Algarve Pro Racing        | John Falb Matt McMurry Simon Trummer                      | Gibson GK428 4.2 L V8         | G    | 365     | +22 vueltas                                 |
| 13  | LMP2      | 50  | Richard Mille Racing Team | Tatiana Calderón Sophia Flörsch Beitske Visser            | Oreca 07                      | M    | 364     | +23 vueltas                                 |
| 13  | LMP2      | 50  | Richard Mille Racing Team | Tatiana Calderón Sophia Flörsch Beitske Visser            | Gibson GK428 4.2 L V8         | M    | 364     | +23 vueltas                                 |
| 14  | LMP2      | 47  | Cetilar Racing            | Andrea Belicchi Roberto Lacorte Giorgio Sernagiotto       | Dallara P217                  | M    | 363     | +24 vueltas                                 |
| 14  | LMP2      | 47  | Cetilar Racing            | Andrea Belicchi Roberto Lacorte Giorgio Sernagiotto       | Gibson GK428 4.2 L V8         | M    | 363     | +24 vueltas                                 |
| 15  | LMP2      | 17  | IDEC Sport                | Jonathan Kennard Patrick Pilet Kyle Tilley                | Oreca 07                      | M    | 363     | +24 vueltas                                 |
| 15  | LMP2      | 17  | IDEC Sport                | Jonathan Kennard Patrick Pilet Kyle Tilley                | Gibson GK428 4.2 L V8         | M    | 363     | +24 vueltas                                 |
| 16  | LMP2      | 27  | DragonSpeed USA           | Ben Hanley Henrik Hedman Renger van der Zande             | Oreca 07                      | M    | 361     | +26 vueltas                                 |
| 16  | LMP2      | 27  | DragonSpeed USA           | Ben Hanley Henrik Hedman Renger van der Zande             | Gibson GK428 4.2 L V8         | M    | 361     | +26 vueltas                                 |
| 17  | LMP2      | 32  | United Autosports         | Alex Brundle Will Owen Job van Uitert                     | Oreca 07                      | M    | 359     | +28 vueltas                                 |
| 17  | LMP2      | 32  | United Autosports         | Alex Brundle Will Owen Job van Uitert                     | Gibson GK428 4.2 L V8         | M    | 359     | +28 vueltas                                 |
| 18  | LMP2      | 35  | Eurasia Motorsport        | Nick Foster Roberto Merhi Nobuya Yamanaka                 | Ligier JS P217                | M    | 351     | +36 vueltas                                 |
| 18  | LMP2      | 35  | Eurasia Motorsport        | Nick Foster Roberto Merhi Nobuya Yamanaka                 | Gibson GK428 4.2 L V8         | M    | 351     | +36 vueltas                                 |
| 19  | LMP2      | 29  | Racing Team Nederland     | Frits van Eerd Giedo van der Garde Nyck de Vries          | Oreca 07                      | M    | 349     | +38 vueltas                                 |
| 19  | LMP2      | 29  | Racing Team Nederland     | Frits van Eerd Giedo van der Garde Nyck de Vries          | Gibson GK428 4.2 L V8         | M    | 349     | +38 vueltas                                 |
| 20  | LMGTE Pro | 97  | Aston Martin Racing       | Alex Lynn Maxime Martin Harry Tincknell                   | Aston Martin Vantage AMR      | M    | 346     | +41 vueltas                                 |
| 20  | LMGTE Pro | 97  | Aston Martin Racing       | Alex Lynn Maxime Martin Harry Tincknell                   | Aston Martin 4.5 L Turbo V8   | M    | 346     | +41 vueltas                                 |
| 21  | LMGTE Pro | 51  | AF Corse                  | James Calado Alessandro Pier Guidi Daniel Serra           | Ferrari 488 GTE Evo           | M    | 346     | +41 vueltas                                 |
| 21  | LMGTE Pro | 51  | AF Corse                  | James Calado Alessandro Pier Guidi Daniel Serra           | Ferrari F154CB 3.9 L Turbo V8 | M    | 346     | +41 vueltas                                 |
| 22  | LMGTE Pro | 95  | Aston Martin Racing       | Marco Sørensen Nicki Thiim Richard Westbrook              | Aston Martin Vantage AMR      | M    | 343     | +44 vueltas                                 |
| 22  | LMGTE Pro | 95  | Aston Martin Racing       | Marco Sørensen Nicki Thiim Richard Westbrook              | Aston Martin 4.5 L Turbo V8   | M    | 343     | +44 vueltas                                 |
| 23  | LMGTE Pro | 82  | Risi Competizione         | Sébastien Bourdais Jules Gounon Olivier Pla               | Ferrari 488 GTE Evo           | M    | 339     | +48 vueltas                                 |
| 23  | LMGTE Pro | 82  | Risi Competizione         | Sébastien Bourdais Jules Gounon Olivier Pla               | Ferrari F154CB 3.9 L Turbo V8 | M    | 339     | +48 vueltas                                 |
| 24  | LMGTE Am  | 90  | TF Sport                  | Jonathan Adam Charlie Eastwood Salih Yoluç                | Aston Martin Vantage AMR      | M    | 339     | +48 vueltas                                 |
| 24  | LMGTE Am  | 90  | TF Sport                  | Jonathan Adam Charlie Eastwood Salih Yoluç                | Aston Martin 4.5 L Turbo V8   | M    | 339     | +48 vueltas                                 |
| 25  | LMGTE Am  | 77  | Dempsey-Proton Racing     | Matt Campbell Riccardo Pera Christian Ried                | Porsche 911 RSR               | M    | 339     | +48 vueltas                                 |
| 25  | LMGTE Am  | 77  | Dempsey-Proton Racing     | Matt Campbell Riccardo Pera Christian Ried                | Porsche 4.0 L Flat-6          | M    | 339     | +48 vueltas                                 |
| 26  | LMGTE Am  | 83  | AF Corse                  | Emmanuel Collard Nicklas Nielsen François Perrodo         | Ferrari 488 GTE Evo           | M    | 339     | +48 vueltas                                 |
| 26  | LMGTE Am  | 83  | AF Corse                  | Emmanuel Collard Nicklas Nielsen François Perrodo         | Ferrari F154CB 3.9 L Turbo V8 | M    | 339     | +48 vueltas                                 |
| 27  | LMGTE Am  | 56  | Team Project 1            | Matteo Carioli Egidio Perfetti Larry ten Voorde           | Porsche 911 RSR               | M    | 339     | +48 vueltas                                 |
| 27  | LMGTE Am  | 56  | Team Project 1            | Matteo Carioli Egidio Perfetti Larry ten Voorde           | Porsche 4.0 L Flat-6          | M    | 339     | +48 vueltas                                 |
| 28  | LMP2      | 24  | Nielsen Racing            | Garett Grist Alex Kapadia Anthony Wells                   | Oreca 07                      | M    | 338     | +49 vueltas                                 |
| 28  | LMP2      | 24  | Nielsen Racing            | Garett Grist Alex Kapadia Anthony Wells                   | Gibson GK428 4.2 L V8         | M    | 338     | +49 vueltas                                 |
| 29  | LMGTE Am  | 86  | Gulf Racing               | Benjamin Barker Michael Wainwright Andrew Watson          | Porsche 911 RSR               | M    | 337     | +50 vueltas                                 |
| 29  | LMGTE Am  | 86  | Gulf Racing               | Benjamin Barker Michael Wainwright Andrew Watson          | Porsche 4.0 L Flat-6          | M    | 337     | +50 vueltas                                 |
| 30  | LMGTE Am  | 66  | JMW Motorsport            | Richard Heistand Jan Magnussen Max Root                   | Ferrari 488 GTE Evo           | M    | 335     | +52 vueltas                                 |
| 30  | LMGTE Am  | 66  | JMW Motorsport            | Richard Heistand Jan Magnussen Max Root                   | Ferrari F154CB 3.9 L Turbo V8 | M    | 335     | +52 vueltas                                 |
| 31  | LMGTE Pro | 91  | Porsche GT Team           | Gianmaria Bruni Richard Lietz Frédéric Makowiecki         | Porsche 911 RSR-19            | M    | 335     | +52 vueltas                                 |
| 31  | LMGTE Pro | 91  | Porsche GT Team           | Gianmaria Bruni Richard Lietz Frédéric Makowiecki         | Porsche 4.2 L Flat-6          | M    | 335     | +52 vueltas                                 |
| 32  | LMGTE Am  | 61  | Luzich Racing             | Côme Ledogar Oswaldo Negri Jr. Francesco Piovanetti       | Ferrari 488 GTE Evo           | M    | 335     | +52 vueltas                                 |
| 32  | LMGTE Am  | 61  | Luzich Racing             | Côme Ledogar Oswaldo Negri Jr. Francesco Piovanetti       | Ferrari F154CB 3.9 L Turbo V8 | M    | 335     | +52 vueltas                                 |
| 33  | LMGTE Am  | 98  | Aston Martin Racing       | Paul Dalla Lana Augusto Farfus Ross Gunn                  | Aston Martin Vantage AMR      | M    | 333     | +54 vueltas                                 |
| 33  | LMGTE Am  | 98  | Aston Martin Racing       | Paul Dalla Lana Augusto Farfus Ross Gunn                  | Aston Martin 4.5 L Turbo V8   | M    | 333     | +54 vueltas                                 |
| 34  | LMGTE Am  | 85  | Iron Lynx                 | Rahel Frey Michelle Gatting Manuela Gostner               | Ferrari 488 GTE Evo           | M    | 332     | +55 vueltas                                 |
| 34  | LMGTE Am  | 85  | Iron Lynx                 | Rahel Frey Michelle Gatting Manuela Gostner               | Ferrari F154CB 3.9 L Turbo V8 | M    | 332     | +55 vueltas                                 |
| 35  | LMGTE Pro | 92  | Porsche GT Team           | Michael Christensen Kévin Estre Laurens Vanthoor          | Porsche 911 RSR-19            | M    | 331     | +56 vueltas                                 |
| 35  | LMGTE Pro | 92  | Porsche GT Team           | Michael Christensen Kévin Estre Laurens Vanthoor          | Porsche 4.2 L Flat-6          | M    | 331     | +56 vueltas                                 |
| 36  | LMGTE Am  | 99  | Dempsey-Proton Racing     | Julien Andlauer Vutthikorn Inthraphuvasak Lucas Légeret   | Porsche 911 RSR               | M    | 331     | +56 vueltas                                 |
| 36  | LMGTE Am  | 99  | Dempsey-Proton Racing     | Julien Andlauer Vutthikorn Inthraphuvasak Lucas Légeret   | Porsche 4.0 L Flat-6          | M    | 331     | +56 vueltas                                 |
| 37  | LMGTE Am  | 60  | Iron Lynx                 | Sergio Pianazzola Paolo Ruberti Claudio Schiavoni         | Ferrari 488 GTE Evo           | M    | 331     | +56 vueltas                                 |
| 37  | LMGTE Am  | 60  | Iron Lynx                 | Sergio Pianazzola Paolo Ruberti Claudio Schiavoni         | Ferrari F154CB 3.9 L Turbo V8 | M    | 331     | +56 vueltas                                 |
| 38  | LMGTE Am  | 78  | Proton Competition        | Michele Beretta Horst Felbermayr Jr. Max van Splunteren   | Porsche 911 RSR               | M    | 330     | +57 vueltas                                 |
| 38  | LMGTE Am  | 78  | Proton Competition        | Michele Beretta Horst Felbermayr Jr. Max van Splunteren   | Porsche 4.0 L Flat-6          | M    | 330     | +57 vueltas                                 |
| 39  | LMGTE Am  | 54  | AF Corse                  | Francesco Castellaci Giancarlo Fisichella Thomas Flohr    | Ferrari 488 GTE Evo           | M    | 330     | +57 vueltas                                 |
| 39  | LMGTE Am  | 54  | AF Corse                  | Francesco Castellaci Giancarlo Fisichella Thomas Flohr    | Ferrari F154CB 3.9 L Turbo V8 | M    | 330     | +57 vueltas                                 |
| 40  | LMGTE Am  | 57  | Team Project 1            | Jeroen Bleekemolen Felipe Fraga Ben Keating               | Porsche 911 RSR               | M    | 326     | +61 vueltas                                 |
| 40  | LMGTE Am  | 57  | Team Project 1            | Jeroen Bleekemolen Felipe Fraga Ben Keating               | Porsche 4.0 L Flat-6          | M    | 326     | +61 vueltas                                 |
| 41  | LMP2      | 34  | Inter Europol Competition | René Binder Matevos Isaakyan Jakub Śmiechowski            | Ligier JS P217                | M    | 325     | +62 vueltas                                 |
| 41  | LMP2      | 34  | Inter Europol Competition | René Binder Matevos Isaakyan Jakub Śmiechowski            | Gibson GK428 4.2 L V8         | M    | 325     | +62 vueltas                                 |
| 42  | LMGTE Am  | 62  | Red River Racing          | Bonamy Grimes Charles Hollings Johnny Mowlem              | Ferrari 488 GTE Evo           | M    | 325     | +62 vueltas                                 |
| 42  | LMGTE Am  | 62  | Red River Racing          | Bonamy Grimes Charles Hollings Johnny Mowlem              | Ferrari F154CB 3.9 L Turbo V8 | M    | 325     | +62 vueltas                                 |
| 43  | LMGTE Am  | 89  | Team Project 1            | "Steve Brooks" Andreas Laskaratos Julien Piguet           | Porsche 911 RSR               | M    | 313     | +74 vueltas                                 |
| 43  | LMGTE Am  | 89  | Team Project 1            | "Steve Brooks" Andreas Laskaratos Julien Piguet           | Porsche 4.0 L Flat-6          | M    | 313     | +74 vueltas                                 |
| NC  | LMGTE Pro | 71  | AF Corse                  | Sam Bird Miguel Molina Davide Rigon                       | Ferrari 488 GTE Evo           | M    | 340     | No clasificado (vuelta final no completada) |
| NC  | LMGTE Pro | 71  | AF Corse                  | Sam Bird Miguel Molina Davide Rigon                       | Ferrari F154CB 3.9 L Turbo V8 | M    | 340     | No clasificado (vuelta final no completada) |
| NC  | LMGTE Am  | 88  | Dempsey-Proton Racing     | Dominique Bastien Adrien de Leener Thomas Preining        | Porsche 911 RSR               | M    | 238     | No clasificado (distancia insuficiente)     |
| NC  | LMGTE Am  | 88  | Dempsey-Proton Racing     | Dominique Bastien Adrien de Leener Thomas Preining        | Porsche 4.0 L Flat-6          | M    | 238     | No clasificado (distancia insuficiente)     |
| DNF | LMP2      | 39  | SO24-Has by Graff         | James Allen Vincent Capillaire Charles Milesi             | Oreca 07                      | M    | 357     | Contacto                                    |
| DNF | LMP2      | 39  | SO24-Has by Graff         | James Allen Vincent Capillaire Charles Milesi             | Gibson GK428 4.2 L V8         | M    | 357     | Contacto                                    |
| DNF | LMGTE Am  | 72  | Hub Auto Racing           | Tom Blomqvist Morris Chen Marcos Gomes                    | Ferrari 488 GTE Evo           | M    | 273     | Retiro                                      |
| DNF | LMGTE Am  | 72  | Hub Auto Racing           | Tom Blomqvist Morris Chen Marcos Gomes                    | Ferrari F154CB 3.9 L Turbo V8 | M    | 273     | Retiro                                      |
| DNF | LMGTE Am  | 75  | Iron Lynx                 | Matteo Cressoni Rino Mastronardi Andrea Piccini           | Ferrari 488 GTE Evo           | M    | 211     | Retiro                                      |
| DNF | LMGTE Am  | 75  | Iron Lynx                 | Matteo Cressoni Rino Mastronardi Andrea Piccini           | Ferrari F154CB 3.9 L Turbo V8 | M    | 211     | Retiro                                      |
| DNF | LMP2      | 21  | DragonSpeed USA           | Timothé Buret Juan Pablo Montoya Memo Rojas               | Oreca 07                      | M    | 192     | Falla                                       |
| DNF | LMP2      | 21  | DragonSpeed USA           | Timothé Buret Juan Pablo Montoya Memo Rojas               | Gibson GK428 4.2 L V8         | M    | 192     | Falla                                       |
| DNF | LMGTE Pro | 63  | WeatherTech Racing        | Cooper MacNeil Jeff Segal Toni Vilander                   | Ferrari 488 GTE Evo           | M    | 185     | Daños por colisión                          |
| DNF | LMGTE Pro | 63  | WeatherTech Racing        | Cooper MacNeil Jeff Segal Toni Vilander                   | Ferrari F154CB 3.9 L Turbo V8 | M    | 185     | Daños por colisión                          |
| DNF | LMGTE Am  | 70  | MR Racing                 | Vincent Abril Kei Cozzolino Takeshi Kimura                | Ferrari 488 GTE Evo           | M    | 172     | Suspensión                                  |
| DNF | LMGTE Am  | 70  | MR Racing                 | Vincent Abril Kei Cozzolino Takeshi Kimura                | Ferrari F154CB 3.9 L Turbo V8 | M    | 172     | Suspensión                                  |
| DNF | LMP2      | 16  | G-Drive Racing by Algarve | Ryan Cullen Oliver Jarvis Nick Tandy                      | Aurus 01                      | G    | 105     | Eléctrico                                   |
| DNF | LMP2      | 16  | G-Drive Racing by Algarve | Ryan Cullen Oliver Jarvis Nick Tandy                      | Gibson GK428 4.2 L V8         | G    | 105     | Eléctrico                                   |
| DNF | LMP2      | 30  | Duqueine Team             | Tristan Gommendy Jonathan Hirschi Konstantin Tereshchenko | Oreca 07                      | M    | 100     | Contacto                                    |
| DNF | LMP2      | 30  | Duqueine Team             | Tristan Gommendy Jonathan Hirschi Konstantin Tereshchenko | Gibson GK428 4.2 L V8         | M    | 100     | Contacto                                    |
| DNF | LMP1      | 4   | ByKolles Racing Team      | Tom Dillmann Bruno Spengler Oliver Webb                   | ENSO CLM P1/01                | M    | 97      | Carrocería                                  |
| DNF | LMP1      | 4   | ByKolles Racing Team      | Tom Dillmann Bruno Spengler Oliver Webb                   | Gibson GL458 4.5 L V8         | M    | 97      | Carrocería                                  |
| DNF | LMP2      | 33  | High Class Racing         | Anders Fjordbach Mark Patterson Kenta Yamashita           | Oreca 07                      | M    | 88      | Caja de cambios                             |
| DNF | LMP2      | 33  | High Class Racing         | Anders Fjordbach Mark Patterson Kenta Yamashita           | Gibson GK428 4.2 L V8         | M    | 88      | Caja de cambios                             |
| DNF | LMGTE Am  | 52  | AF Corse                  | Steffen Görig Christoph Ulrich Alexander West             | Ferrari 488 GTE Evo           | M    | 80      | Contacto                                    |
| DNF | LMGTE Am  | 52  | AF Corse                  | Steffen Görig Christoph Ulrich Alexander West             | Ferrari F154CB 3.9 L Turbo V8 | M    | 80      | Contacto                                    |
| DNF | LMGTE Am  | 55  | Spirit of Race            | Duncan Cameron Matt Griffin Aaron Scott                   | Ferrari 488 GTE Evo           | M    | 78      | Daños                                       |
| DNF | LMGTE Am  | 55  | Spirit of Race            | Duncan Cameron Matt Griffin Aaron Scott                   | Ferrari F154CB 3.9 L Turbo V8 | M    | 78      | Daños                                       |
| DNF | LMP2      | 11  | EuroInternational         | Christophe d'Ansembourg Erik Maris Adrien Tambay          | Ligier JS P217                | M    | 26      | Alternador                                  |
| DNF | LMP2      | 11  | EuroInternational         | Christophe d'Ansembourg Erik Maris Adrien Tambay          | Gibson GK428 4.2 L V8         | M    | 26      | Alternador                                  |
| DSQ | LMP2      | 37  | Jackie Chan DC Racing     | Gabriel Aubry Will Stevens Ho-Pin Tung                    | Oreca 07                      | G    | 141     | Descalificado                               |
| DSQ | LMP2      | 37  | Jackie Chan DC Racing     | Gabriel Aubry Will Stevens Ho-Pin Tung                    | Gibson GK428 4.2 L V8         | G    | 141     | Descalificado                               |

- Fuente:FIAWEC.com[6]